# Reaumuria
Reaumuria es un género con 42 especies de plantas  perteneciente a la familia Tamaricaceae. Se encuentra en el este del Mediterráneo en Asia Central.

## Descripción
Se trata principalmente de arbustos enanos que crecen en zonas de estepa en el desierto y con suelos de solución salina que al evaporarse el agua, la sal se cristaliza en el envés de las hojas. A nivel local, la sal es utilizada por la población. Un miembro de esta familia es Reaumuria mucronata, que se encuentra en Egipto y Norte de África.

## Especies seleccionadas
- Reaumuria alternifolia
- Reaumuria atreki
- Reaumuria babtaghi